# Sasseville
Sasseville – miejscowość i gmina we Francji, w regionie Normandia, w departamencie Sekwana Nadmorska.
Według danych na rok 1990 gminę zamieszkiwało 300 osób, a gęstość zaludnienia wynosiła 48 osób/km² (wśród 1421 gmin Górnej Normandii Sasseville plasuje się na 613. miejscu pod względem liczby ludności, natomiast pod względem powierzchni na miejscu 590.).